# Sacristiebel
De sacristiebel of sacristieklok is een kleine luidklok die naast de deur van de sacristie hangt.
Er zijn meestal twee manieren om de bel te luiden.
Bij de ene manier is er een touw of ketting aan de klepel bevestigd, waarbij de misdienaar de bel kan laten luiden door de klepel te zwaaien.
Bij de andere manier hangt de bel aan een mechaniek die gelijkt op een manuaal geluide luidklok. Door aan een touw of ketting te trekken wordt de bel gekanteld waardoor hij zal luiden.
De sacristiebel wordt slechts één maal geluid om het begin aan te kondigen. Hierna volgt het Introïtus. Na het slotlied wordt de bel nogmaals één keer geluid om de Mis af te sluiten.
Dit laatste is alleen gebruikelijk in Nederland.
Sacristiebellen kunnen variëren van één tot drie bellen. Naarmate er meerdere bellen zijn bevestigd neemt de grootte van de bellen af. Bij een gelui met drie kleine belletjes gelijkt het geluid op dat van een altaarschel. Meestal zijn ze op elkaar afgestemd tot een akkoord.
De sacristiebel kan ook worden gebruikt als altaarschel wanneer deze ontbreekt in een kerk.
De sacristiebel is in Nederland en Vlaanderen na de tweede beeldenstorm minder in onbruik geraakt omdat de bel simpelweg aan de muur bevestigd is. Het gebruik hiervan werd daardoor voortgezet. In de kerken waar de misdienaars en altaarschellen verdwenen, bleef men vaak wel de sacristiebel gebruiken tijdens de consecratie.